# Kis tini hős (film)
A Kis tini hős (eredeti cím: Kim Possible) 2019-ben bemutatott egész estés amerikai televíziós vígjáték, amelyet Adam Stein és Zach Lipovsky rendezett a Kim Possible című sorozat alapján. A főbb szerepekben Sadie Stanley, Sean Giambrone, Ciara Riley Wilson, Taylor Ortega és Connie Ray látható.
Amerikában 2019. február 15-én mutatta be a Disney Channel. Magyarországon is a Disney Channel mutatta be 2019. május 31-én.

## Szereplők
| Szereplő                   | Színész                                           | Magyar hang                                      |
| -------------------------- | ------------------------------------------------- | ------------------------------------------------ |
| Kim Possible               | Sadie Stanley                                     | Pekár Adrienn                                    |
| Ron Stoppable              | Sean Giambrone                                    | Czető Ádám                                       |
| Athena                     | Ciara Riley Wilson                                | Laudon Andrea                                    |
| Doktor Drakken             | Todd Stashwick (felnőtt) Maxwell Simkins (gyerek) | Csankó Zoltán (felnőtt) Sándor Barnabás (gyerek) |
| Shego                      | Taylor Ortega                                     | Varga Gabriella                                  |
| Nana Possible              | Connie Ray                                        | Zsurzs Kati                                      |
| Wade                       | Issac Ryan Brown                                  | Vida Bálint                                      |
| Bonnie Rockwaller          | Erika Tham                                        | Kardos Eszter                                    |
| Dr. Ann Possible           | Alyson Hannigan                                   | Kiss Virág Magdolna                              |
| Dr. James Timothy Possible | Matthew Clarke                                    | Czvetkó Sándor                                   |
| Tim possible               | Owen Fielding                                     | Mayer Marcell                                    |
| Jim possible               | Connor Fielding                                   | Maszlag Bálint                                   |
| Steve Barkin               | Michael P. Northey                                | Rosta Sándor                                     |
| Dr. Trutyman               | Patrick Sabongui                                  | Király Adrián                                    |
| Todd                       | Cedric Ducharme                                   |                                                  |
| Poppy Blu                  | Christy Carlson Romano                            | Nádasi Veronika                                  |
| Rufus                      | Nancy Cartwright (hang)                           | Eredeti hang                                     |
| Dementor professzor        | Patton Oswalt                                     | Lux Ádám                                         |

## Gyártás
A Kim Possible animációs sorozat első és második évadának munkálatai között Bob Schooley és Mark McCorkle alkotók elkezdtek forgatókönyvet írni egy élőszereplős filmadaptációhoz, ami ismeretlen okok miatt végül soha nem valósult meg.
2018. február 7-én bejelentették készül egy élőszereplős film a Disney Channelre. A sorozat alkotói, Mark McCorkle és Robert Schooley. 2018. április 25-én bejelentették, hogy a filmet 2018 közepén kezdik el gyártani. A film a Middleton Productions gyártásában készült. 2018. december 7-én bejelentették, hogy a film premierje a Disney Channel lesz 2019. február 15-én.